# Zizers
Zizers (rm. Zezras, Zir) – miejscowość i gmina w Szwajcarii, w kantonie Gryzonia, w regionie Landquart.

## Demografia
W Zizers mieszka 3 520 osób. W 2020 roku 14,7% populacji gminy stanowiły osoby urodzone poza Szwajcarią. 

## Transport
Przez teren gminy przebiegają autostrada A13 oraz drogi główne nr 3 i nr 13.